# Hidrodemolición

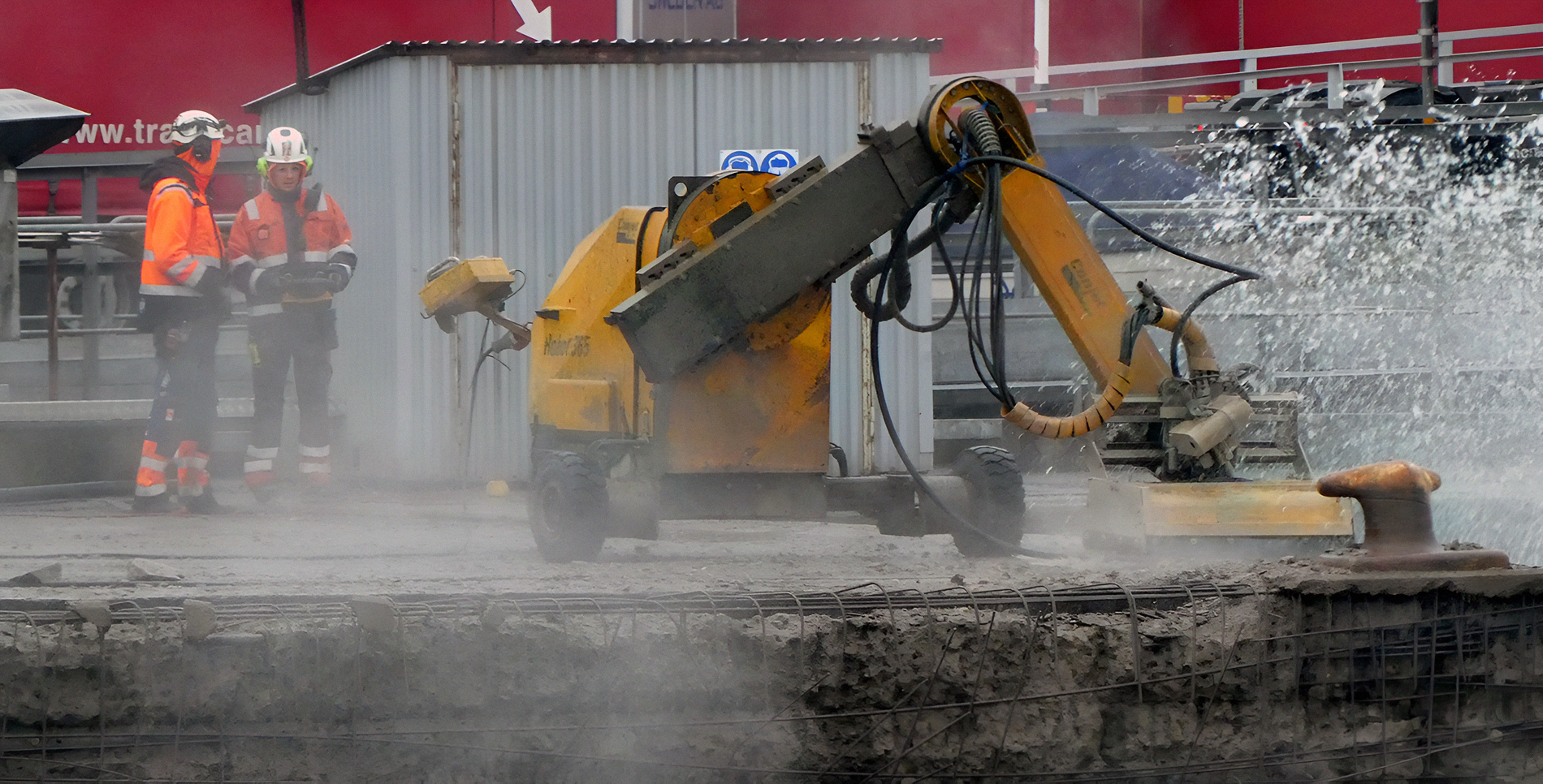
Hidrodemolición en el puerto de Ystad 2020.

La hidrodemolición es una técnica de demolición y extracción del hormigón que consiste en el uso de agua a alta presión. Sin embargo, podemos conseguir la extracción controlada y/o selectiva del hormigón operando sobre los distintos parámetros disponibles en el chorro producido como: la presión, el caudal, el tiempo, la velocidad, la inclinación, el movimiento, etc. 
Básicamente, el chorro de agua consigue la extracción del hormigón principalmente a dos factores: 1. La fuerza de impacto directa que ejerce el chorro de agua sobre la superficie del hormigón y 2, al superar su resistencia a la tracción sin dificultad debido a la porosidad que presenta el hormigón. 
Tras el uso de esta técnica, la superficie resultante es rugosa, lo que supone una ventaja de cara a la necesaria adherencia del revestimiento que se le aplique tras la hidrodemolición.
Las máquinas empleadas en hidrodemolición robotizada cuentan con motores diésel de unos 500 caballo de vapor. Dichos motores proporcionan al agua una presión de unos 1000 bares, a un caudal de unos 200 litros por minuto que generan fuerzas de retroceso superiores a 1450 N. En reparación de hormigones tipo HA25 se consiguen rendimientos aceptables a partir de 700 bar. De todas formas, variando el tiempo que el hormigón esté expuesto al chorro de agua se conseguirá una mayor o menor profundidad de demolición.
Las máquinas empleadas en hidrodemolición manual, son menos potentes pues el chorro ha de estar limitado a 250 N de fuerza de retroceso para poder ser manejado por un operario de forma segura. En este caso, el caudal de agua será diez veces inferior al anterior, sin embargo se emplean presiones muy superiores por encima de los 1500 bar. Igualmente cuentan con motor diésel a partir de 70 caballos de vapor.
El rendimiento de esta técnica será muy variable. Dependiendo de la potencia de los equipos empleados,de las características del hormigón y si este presenta algún tipo de patología. A título meramente informativo podemos establecer un valor promedio de medio metro cúbico por hora, empleando un sistema robotizado y 10 veces inferior con uno manual. 
No podemos comparar esta técnica con otros métodos tradicionales de demolición del hormigón, como por ejemplo el uso de martillos, pues la hidrodemolición no afectará a los elementos metálicos embebidos en el interior del hormigón como son armaduras activas y pasivas, además de no provocar vibraciones, ni ningún tipo de fisuración en el soporte tras su paso, pues la energía se disipa en el momento del arrancamiento del agregado. Es además la técnica menos agresiva con el medio ambiente, aunque el residuo que genera es una suspensión agua-hormigón de pH elevado que puede ser convenientemente tratado.